# Northlea
Northlea – wieś w Anglii, w hrabstwie Durham. Leży 16 km na północny wschód od miasta Durham i 380 km na północ od Londynu.